# Macdona
Macdona – jednostka osadnicza w Stanach Zjednoczonych, w stanie Teksas, w hrabstwie Bexar.